# Livers-Cazelles
Livers-Cazelles település Franciaországban, Tarn megyében. Lakosainak száma 239 fő (2022. január 1.). Livers-Cazelles Cordes-sur-Ciel, Milhavet, Noailles, Saint-Marcel-Campes, Salles, Souel, Villeneuve-sur-Vère és Virac községekkel határos.

## Népesség
A település népességének változása:
| Lakosok száma | 222  | 221  | 232  | 216  | 223  | 230  | 237  | 238  | 239  |
|               | 2013 | 2015 | 2016 | 2017 | 2018 | 2019 | 2020 | 2021 | 2022 |